# Niemiecka Republika Demokratyczna na Letnich Igrzyskach Olimpijskich 1972

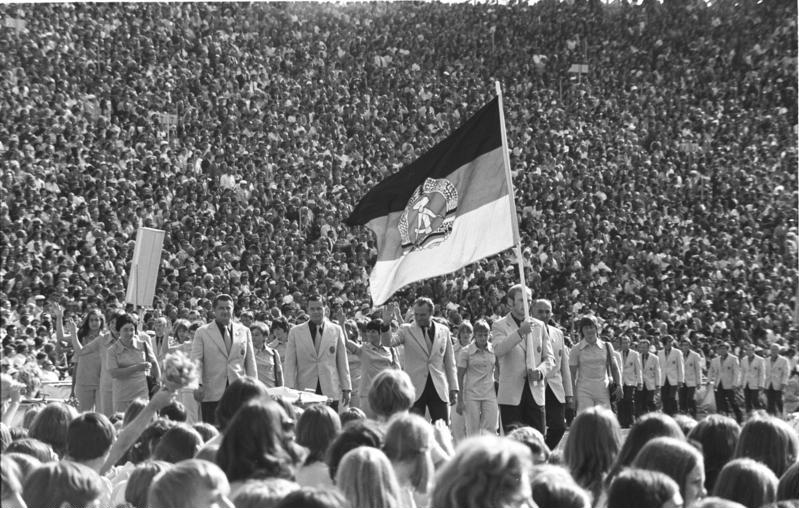
Reprezentacja NRD na ceremonii otwarcia igrzysk

Niemiecką Republikę Demokratyczną na Letnich Igrzyskach Olimpijskich 1972 reprezentowało 297 zawodników: 231 mężczyzn i 66 kobiet.

## Medaliści

### Złote
- Peter Frenkel — lekkoatletyka, chód na 20 km mężczyzn
- Wolfgang Nordwig — lekkoatletyka, skok o tyczce mężczyzn
- Renate Stecher — lekkoatletyka, bieg na 100 metrów kobiet
- Renate Stecher — lekkoatletyka, bieg na 200 metrów kobiet
- Monika Zehrt — lekkoatletyka, bieg na 400 metrów kobiet
- Annelie Ehrhardt — lekkoatletyka, bieg na 100 metrów przez płotki kobiet
- Monika Zehrt, Dagmar Käsling, Rita Kühne i Helga Seidler — lekkoatletyka, sztafeta 4 × 400 metrów kobiet
- Ruth Fuchs — lekkoatletyka, rzut oszczepem kobiet
- Siegbert Horn — kajakarstwo, K-1 mężczyzn
- Reinhard Eiben — kajakarstwo, C-1 mężczyzn
- Rolf-Dieter Amend and Walter Hofmann — kajakarstwo, C-2 mężczyzn
- Angelika Bahmann — kajakarstwo, K-1 kobiet
- Klaus Köste — gimnastyka, skok przez kozła mężczyzn
- Karin Janz — gimnastyka, skok przez kozła kobiet
- Karin Janz — gimnastyka, poręcze asymetryczne kobiet
- Siegfried Brietzke i Wolfgang Mager — wioślarstwo, dwójka bez sternika mężczyzn
- Wolfgang Gunkel, Jörg Lucke i Klaus-Dieter Neubert — wioślarstwo, dwójka ze sternikiem mężczyzn
- Dieter Schubert, Frank Forberger, Dieter Grahn i Frank Rühle — wioślarstwo, czwórka bez sternika mężczyzn
- Roland Matthes — pływanie, 100 metrów stylem grzbietowym mężczyzn
- Roland Matthes — pływanie, 200 metrów stylem grzbietowym mężczyzn

### Srebrne
- Stefan Junge — lekkoatletyka, skok w wzwyż mężczyzn
- Jörg Drehmel — lekkoatletyka, trójskok mężczyzn
- Jochen Sachse — lekkoatletyka, rzut młotem mężczyzn
- Gunhild Hoffmeister — lekkoatletyka, bieg na 1500 metrów kobiet
- Bärbel Struppert, Christina Heinich, Evelin Kaufer i Renate Stecher — lekkoatletyka, sztafeta 4 × 100 m kobiet
- Margitta Gummel-Helmboldt — lekkoatletyka, pchnięcie kulą kobiet
- Jacqueline Todten — lekkoatletyka, rzut oszczepem kobiet
- Petra Grabowski i Ilse Kaschube — kajakarstwo, K-2 500 metrów kobiet
- Uwe Unterwalder, Thomas Huschke, Heinz Richter i Hierbert Richter — kolarstwo, drużynowo na dochodzenie mężczyzn
- Jürgen Geschke i Werner Otto — kolarstwo, tandemy 2000 metrów mężczyzn
- Karin Janz — gimnastyka, wielobój indywidualny kobiet
- Erika Zuchold — gimnastyka, skok przez kozła kobiet
- Erika Zuchold — gimnastyka, poręcze asymetryczne kobiet
- Erika Zuchold, Richarda Schmeißer, Christine Schmitt, Irene Abel, Angelika Hellmann i Karin Janz — gimnastyka, wielobój drużynowy kobiet
- Eckhard Martens, Dietrich Zander, Reinhard Gust, Rolf Jobst i Klaus-Dieter Ludwig — wioślarstwo, czwórka ze sternikiem
- Roland Matthes, Klaus Katzur, Hartmut Flöckner i Lutz Unger — pływanie, sztafeta 4 × 100 metrów stylem zmiennym mężczyzn
- Roswitha Beier — pływanie, 100 metrów stylem motylkowym kobiet
- Kornelia Ender — pływanie, 200 metrów stylem zmiennym kobiet
- Gabriele Wetzko, Andrea Eife, Kornelia Ender i Eilke Sehmisch — pływanie, sztafeta 4 × 100 metrów stylem dowolnym kobiet
- Christine Herbst, Renate Vogel, Roswitha Beier i Kornelia Ender — pływanie, sztafeta 4 × 100 metrów stylem zmiennym kobiet
- Rainer Tscharke, Wolfgang Webner, Wolfgang Weise, Siegfried Schneider, Arnold Schulz, Rudi Schumann, Jürgen Maune, Horst Peter, Eckehard Pietzsch, Horst Hagen, Wolfgang Löwe i Wolfgang Maibohm — drużynowa siatkówka halowa mężczyzn
- Heinz-Helmut Wehling — zapasy, styl klasyczny do 62 kg mężczyzn
- Paul Borowski, Karl-Heinz Thun i Konrad Weichert — żeglarstwo, klasa Dragon mężczyzn

### Brązowe
- Hans-Georg Reimann — lekkoatletyka, chód na 20 km mężczyzn
- Hartmut Briesenick — lekkoatletyka, pchnięcie kulą mężczyzn
- Gunhild Hoffmeister — lekkoatletyka, bieg na 800 metrów kobiet
- Karin Balzer — lekkoatletyka, bieg na 100 metrów przez płotki kobiet
- Burglinde Pollak — lekkoatletyka, pięciobój kobiet
- Peter Tiepold — boks, waga lekkośrednia mężczyzn
- Marina Janicke — skoki do wody, trampolina 3 metry kobiet
- Marina Janicke — skoki do wody, wieża 10 metrów kobiet
- Harald Gimpel — kajakarstwo, K-1 mężczyzn
- Jürgen Schütze — kolarstwo, 1 km na czas mężczyzn
- Jürgen Paeke, Reinhard Rychly, Wolfgang Thüne, Matthias Brehme, Wolfgang Klotz i Klaus Köste — gimnastyka, wielobój drużynowy mężczyzn
- Karin Janz — gimnastyka, równoważnia kobiet
- Dietmar Hötger — judo, waga półśrednia mężczyzn
- Wolfgang Güldenpfennig — wioślarstwo, jedynka mężczyzn
- Joachim Böhmer i Hans-Ullrich Schmied — wioślarstwo, dwójka podwójna mężczyzn
- Manfred Schneider, Hartmut Schreiber, Dietmar Schwarz, Jörg Landvoigt, Heinrich Mederow, Manfred Schmorde, Hans-Joachim Borzym, Harold Dimke i Bernd Landvoigt — wioślarstwo, ósemka mężczyzn
- Werner Lippoldt — strzelectwo, karabin małokalibrowy 3 postawy 50 metrów mężczyzn
- Michael Buchheim — strzelectwo, skeet mężczyzn
- Konrad Weise, Manfred Zapf, Joachim Streich, Eberhard Vogel, Siegmar Wätzlich, Ralf Schulenberg, Wolfgang Seguin, Jürgen Sparwasser, Hans-Jürgen Kreische, Lothar Kurbjuweit, Jürgen Pommerenke, Frank Ganzera, Reinhard Häfner, Harald Irmscher, Bernd Bransch, Jürgen Croy i Peter Ducke — piłka nożna mężczyzn
- Lutz Unger, Peter Bruch, Wilfried Hartung i Roland Matthes — pływanie, sztafeta 4 × 100 metrów stylem dowolnym mężczyzn
- Gudrun Wegner — pływanie, 400 metrów stylem dowolnym kobiet
- Stefan Grützner — podnoszenie ciężarów, do 110 kg mężczyzn
- Gerd Bonk — podnoszenie ciężarów, powyżej 110 kg mężczyzn